# Sindang Kempeng
Sindang Kempeng is een bestuurslaag in het regentschap Cirebon van de provincie West-Java, Indonesië. Sindang Kempeng telt 4045 inwoners (volkstelling 2010).